# Jean-Yves Plaisance
Jean-Yves Plaisance (* 26. Dezember 1946 in Drefféac) ist ein ehemaliger französischer Radrennfahrer und nationaler Meister im Radsport.

## Sportliche Laufbahn
Plaisance war Spezialist für Querfeldeinrennen (heutige Bezeichnung Cyclocross). 1978 gewann er die nationale Meisterschaft im Querfeldeinrennen vor Jean Chassang. 1976 wurde er Vize-Meister.
Bei den Cyclocross-Weltmeisterschaften 1971 wurde Plaisance 33., 1973 17., 1974 11., 1975 24., 1976 8., 1977 6., 1978 6., 1979 14., 1980 29., 1981 10. und 1982 7. bei den Amateuren.